# Гай Марций Рутил Цензорин
Гай Марций Рутил Цензорин (на латински: Gaius Marcius Rutilus Censorinus) e политик на Римската република.
Той е син на Гай Марций Рутил (консул 357, 352, 344 и 342 пр.н.е.).
През 311 пр.н.е. Рутил е народен трибун. Издава закон за изборите на военни трибуни. През 310 пр.н.е. той е консул с колега Квинт Фабий Максим Рулиан. През тези година той се бие в Апулия против самнитите.
Поради lex Ogulnia през 300 пр.н.е. Рутил става понтифекс и авгур, което е голямо възнаграждение.
През 295 пр.н.е. той е легат в битката при Сентинум. През 294 пр.н.е. става цензор с Публий Корнелий Арвина и за втори път през 265 пр.н.е. заедно с Гней Корнелий Блазион. От това произлиза допълнителното му име (agnomen) Цензорин (Censorinus), което неговите наследници приемат като когномен.